# نفرت قومی
نفرت قومی (انگلیسی: Ethnic hatred) یا تنفر نژادی یا تنش نژادی به احساسات و اعمال تعصب و پیش‌داوری و خصومت نسبت به یک  گروه قومی در سطوح مختلف اشاره دارد.

## منشأ
منشأ متعددی برای نفرت قومی و درگیری‌های قومی وجود دارد:
- در برخی از جوامع این موضوع در قبیله‌گرایی ریشه دارد.
- در اغلب موارد تعارض قومی با ملی‌گرایی و احساس برتری ملی به وجود می‌آید. به همین علت نفرت بین نژادی با نژادپرستی مرتبط است و اغلب این دو اصطلاح با هم مرتبط می‌شوند.

## کارکردها
نفرت قومی اغلب از سوی بعضی از رهبران سیاسی مورد سوء استفاده قرار گرفته و حتی توسط برخی از رهبران سیاسی به کار گرفته می‌شود تا دستور کار خود را در راستای تحکیم حکومت خود یا کسب رای پیش ببرند و خواستار یک مبارزه متحد علیه یک دشمن مشترک (واقعی یا خیالی) شوند.

## نقش رسانه
متقاعد کردن رسانه‌ها در انتشار تضاد و تنفر قومی نقش مؤثری دارد. رسانه‌ها با نشان دادن برنامه‌هایی با مضمون‌هایی که گروه‌های خاص قومی را به مردم منفی نشان داده، باعث گسترش تنفر قومی می‌شوند. به عنوان مثال، نخبگان سیاسی از تأثیر رسانه‌ها برای تأثیرگذاری در دیدگاه مخاطبان نسبت به یک تبلیغات خاص استفاده می‌کنند. . در سال ۱۹۳۰ آلمان نازی، حضور رسانه‌ها در افشای تبلیغات تنفرانگیز به‌طور مؤثر توسط جوزف گوبلز سازماندهی می‌شد. اگرچه اطلاعات اخیر آمریکا (برلسون، لازارزفلد، و مک فی در سال ۱۹۵۴، لازارزفلد، برلسون، گودت در سال ۱۹۴۴) نشان می‌دهد که رسانه‌ها به عنوان یک ابزاریست که "تأثیر مستقل چشمگیری" نداشته بلکه رسانه‌ها " باعث تقویت آمادگی مردم " می‌شود. علاوه بر این، بر اساس مطالعات اقتصادی اخیر، تنوع زیستی نقش کلیدی ای در بکارگیری از محتوای رسانه ای برای افزایش تنفر قومی دارد. تأثیرات رسانه‌ها بر روی افراد، در سیستم‌های مختلف تقویت رسانه‌های جمعی، متغیر است. داده‌های ارزیابی شده از کشورهای مسلمان نشان می‌دهد که تأثیرات الجزیره رابطه مستقیمی با ضد آمریکایی بودن در سطوح بالا داشته و رابطه با CNN نسبت به آن ارتباط با ضد آمریکایی بودن کمتری را به همراه دارد.

## تبلیغات
در کنار رسانه‌های جمعی، تبلیغات در توزیع پیام‌ها از نظر تنفر قومی نقش بسیار مهمی بازی می‌کند. تبلیغات وابستگی بسیاری با رژیم‌های توتالیتر در قرن بیستم دارند، برای مثال کتاب‌های ۱۹۸۴ و مزرعه حیوانات جورج اورول که راه را برای تفسیر رژیم‌ها باز و هموار کرد. هرچند تبلیغات زمانی که دارای مضمون منفی بوده خطرناک می‌باشند. در معنی اصلی، تبلیغات باعث افزایش اعتقاد و سوق دادن به عمل کردن است. همچنین، یووت و اودونل تبلیغات را «تلاش عمدی و منظم برای شکل‌گیری ادراک، دستکاری شناخت‌ها و سمت و سو دادن مستقیم رفتارها برای دستیابی به پاسخی که هدف مطلوب تبلیغات را افزایش می‌دهند» تعریف می‌کنند. این تعریف دستکاری‌های خودخواهانه را نشان می‌دهد – فرضیه ایکه اثبات آن دشوار می‌باشد. شوربختانه تبلیغات نوعی «باور سازمان دهی شده» است که شانس کشف حقیقت را محدود می‌کند. بکارگیری تبلیغات توسط استالین، هیتلر و موسولینی، تصور نادرست اینکه تبلیغات باعث مخفی ماندن حقیقت برای مدت طولانی می‌شود را رواج داد. بعلاوه کمپین‌های تبلیغاتی در طول جنگ بزرگ (۱۹۱۴–۱۸) و انقلاب روسیه (۱۹۱۷) باعث ظهور تأثیرات پیچیده‌ای مانند تلگراف، روزنامه‌ها، عکاسی، رادیو، فیلم، شرکت‌های بزرگی که به دنبال بازار جدید بوده، ظهور روزنامه نگاران اصلاح طلبانه، و تأثیر جنبش‌های هنری، روانشناسی، اجتماعی، بازار، شدند. تنوع تبلیغات و جنگ روانی اساساً فرآیندهای سازماندهی شده با هدف متقاعد سازی هستند.